# Julio Abbadie
Julio César Abbadie Gismero (San Ramón, 1930. szeptember 7. – Montevideo, 2014. július 16.), uruguayi válogatott labdarúgó.
Az uruguayi válogatott tagjaként részt vett az 1954-es világbajnokságon és az 1955-ös Dél-amerikai bajnokságon.

## Sikerei, díjai
Peñarol
- Uruguayi bajnok (5): 1951, 1953, 1954, 1958, 1959
- Copa Libertadores győztes (1): 1966
- Interkontinentális kupaa győztes (1): 1966

## Külső hivatkozások
- Julio Abbadie – a FIFA adatbázisában
- Julio Abbadie a National-football-teams.com oldalon
- Uruguayi labdarúgók Olaszországban Rsssf.com